# Peter Kreuz

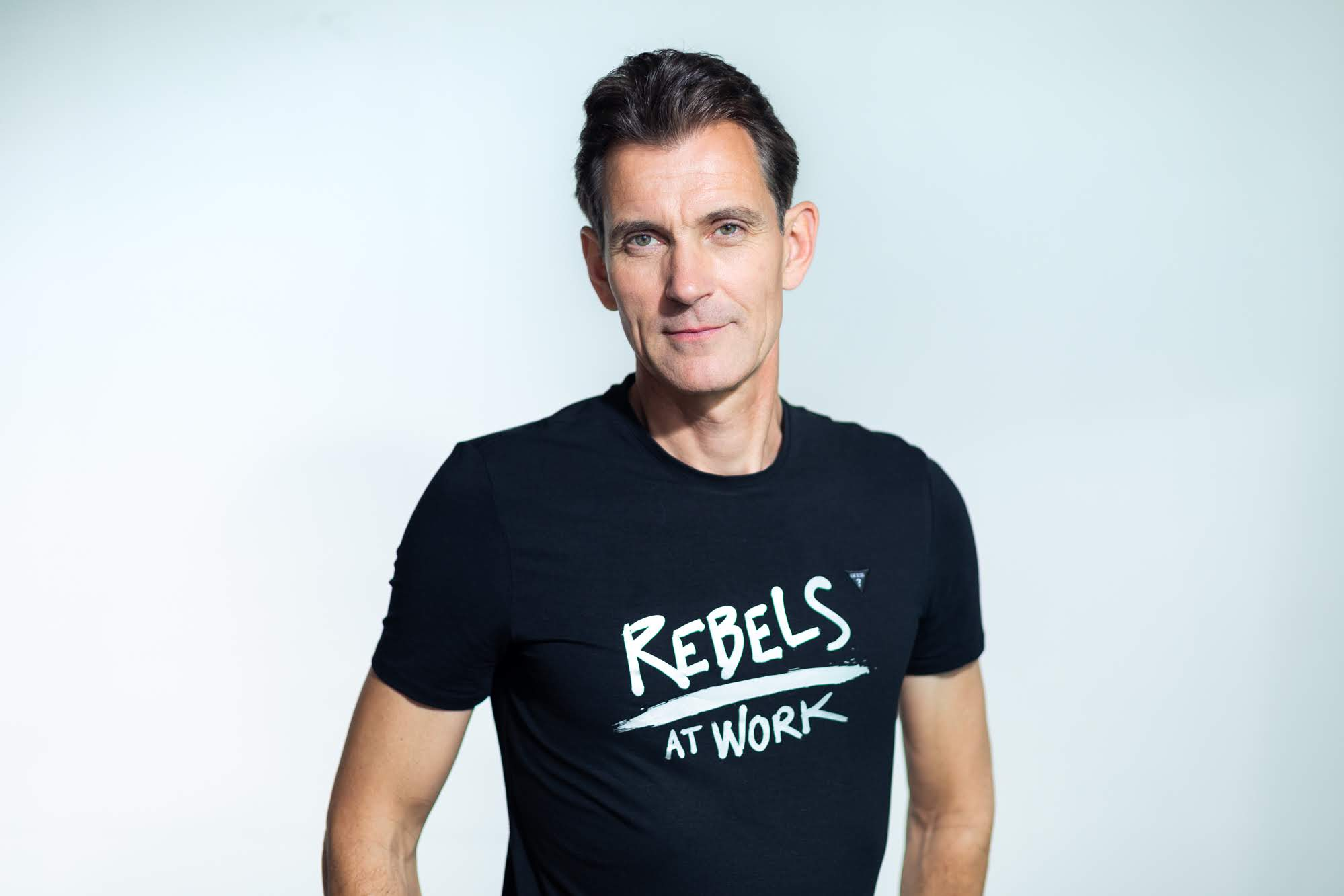
Peter Kreuz (2018)

Peter Kreuz (* 29. Mai 1966) ist ein deutscher Schriftsteller und Vortragsredner zu den Themen Strategie, Innovation und Führung.

## Leben & Wirken
Peter Kreuz ist promovierter Sozial- und Wirtschaftswissenschaftler. Er hat einen Abschluss als Master of Business Administration (MBA) von der Arizona State University und einen Master of International Business (MIM) von der Thunderbird School of Global Management. Er promovierte in Wirtschaftswissenschaften und Sozialwissenschaften an der Wirtschaftsuniversität Wien.
Er arbeitete für die Unternehmensberatung Arthur Andersen und an der Wirtschaftsuniversität Wien. 2002 machte er sich selbstständig und gründete zusammen mit seiner Ehefrau Anja Förster die Förster & Kreuz GmbH. Er ist außerdem Gründer der Initiative Rebels at Work.
Kreuz ist ehrenamtliches Jurymitglied bei Top Job, einer Auszeichnung der besten Arbeitgeber im deutschen Mittelstand unter der Schirmherrschaft von Sigmar Gabriel. Gemeinsam mit Anja Förster hat er zahlreiche Bücher geschrieben. Seit 2021 ist ihre Ehe getrennt.
Bekannt wurde Kreuz durch sein 2007 im Econ Verlag erschienenes Buch Alles, außer gewöhnlich, das mit dem Wirtschaftsbuchpreis der Frankfurter Buchmesse ausgezeichnet wurde.

## Veröffentlichungen
- Vergeude keine Krise! 28 rebellische Ideen für Führung, Selbstmanagement und die Zukunft der Arbeit, Förster & Kreuz GmbH, Heidelberg 2020. ISBN 978-3981626278.
- Zündstoff für Andersdenker, Murmann, Hamburg 2017. ISBN 978-3-86774-576-5.
- Macht, was ihr liebt!  66 1/2 Anstiftungen. Pantheon, München 2015. ISBN 978-3-570-55265-0.
- Hört auf zu arbeiten! Eine Anstiftung, das zu tun, was wirklich zählt. Pantheon, München 2013. ISBN 978-3-570-55189-9.
- Nur Tote bleiben liegen: Entfesseln Sie das lebendige Potenzial in Ihrem Unternehmen. Campus, Frankfurt 2010. ISBN 978-3-593-39220-2.
- Spuren statt Staub: Wie Wirtschaft Sinn macht. Econ, Berlin 2008. ISBN 978-3-430-20052-3.
- Alles, außer gewöhnlich: Provokative Ideen für Manager, Märkte, Mitarbeiter. Econ, Berlin 2007. ISBN 978-3-430-20016-5.
- Different Thinking!: So erschließen Sie Marktchancen mit coolen Produktideen und überraschenden Leistungsangeboten. Redline, München 2005. ISBN 978-3-636-01186-2.